# Arachnodes viettei
Arachnodes viettei là một loài bọ cánh cứng trong họ Bọ hung (Scarabaeidae).